# Kay Bojesen
Kay Bojesen, danski stebrar in oblikovalec, * 15. avgust 1886, Kopenhagen, Danska, † 28. avgust 1958, Gentofte, Danska.
Najbolj znan je po oblikovanju lesenih živalskih figur, zlasti po leseni opici, ki je bila v 50. letih prejšnjega stoletja razstavljena v muzeju Victoria and Albert museum v Londonu in danes velja za klasično oblikovalsko delo.

## Zgodnje življenje in izobrazba
Kay Bojesen se je rodil 15. avgusta 1886 v Kopenhagnu na Danskem. Sprva se je ičil za prodajalca, leta 1906 pa je začel delati pri danskem srebrarju Georgu Jensenu. V Danskem muzeju umetnosti in oblikovanja so za njegova zgodnja dela zapisali, da so narejena v slogu art nouveau, kar je verjetno Jensenov vpliv.

## Kariera
Leta 1922 je Bojesen začel oblikovati lesene igrače z gibljivimi okončinami. Med drugim je oblikoval opico iz tikovine in limbovine (1951), slona iz hrastovine, medveda iz hrastovine in javorovine ...  Leta 1990 je danska oblikovalska hiša Rosendahl kupila pravice za te živalske figure.
Leta 1931 je bil Bojesen eden od ključnih ustanoviteljev oblikovalske razstavne galerije in prodajalne »Den Permanente«.
Bojesen je oblikoval tudi otroško pohištvo, nakit ter posodo in pribor.